# CEC宮

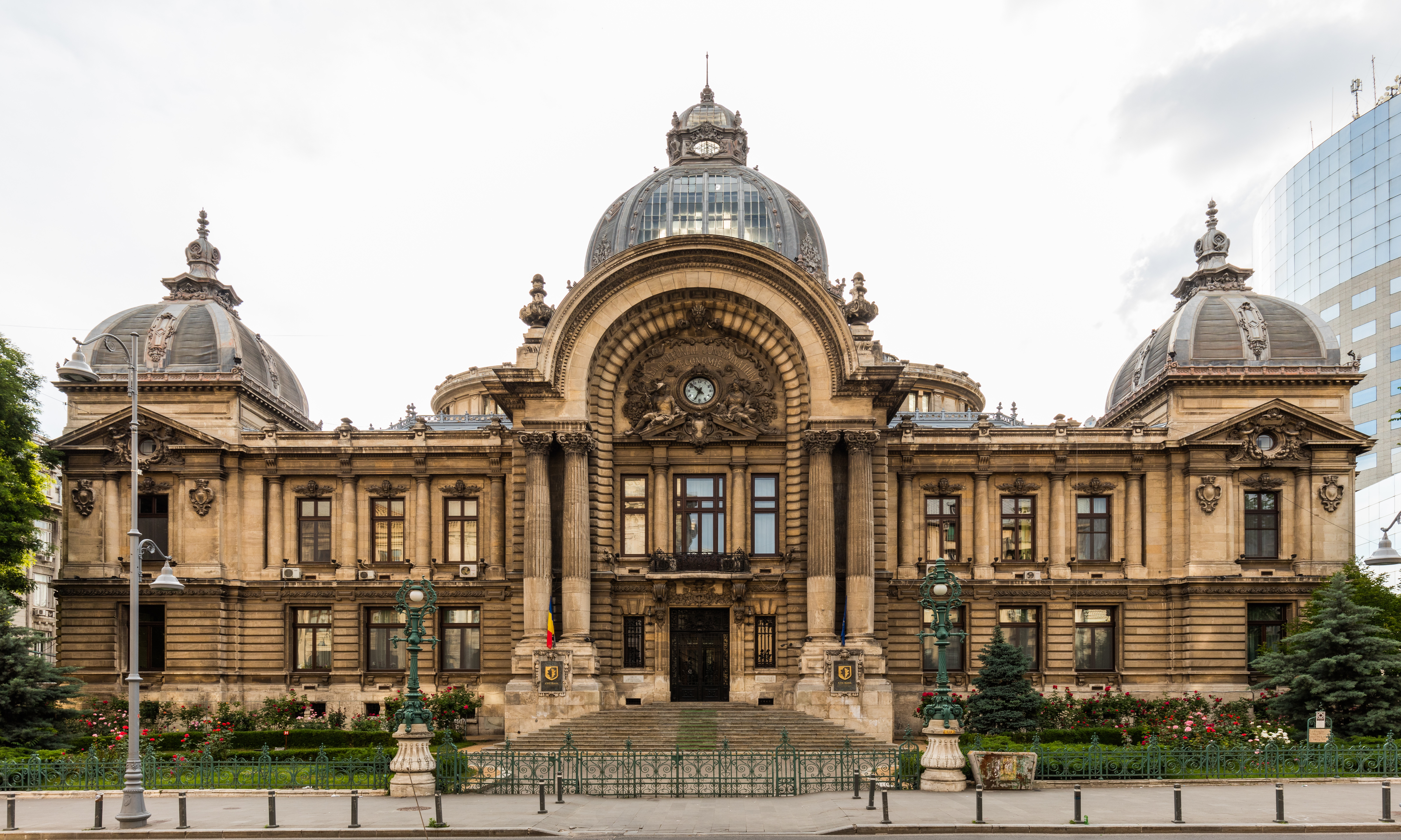

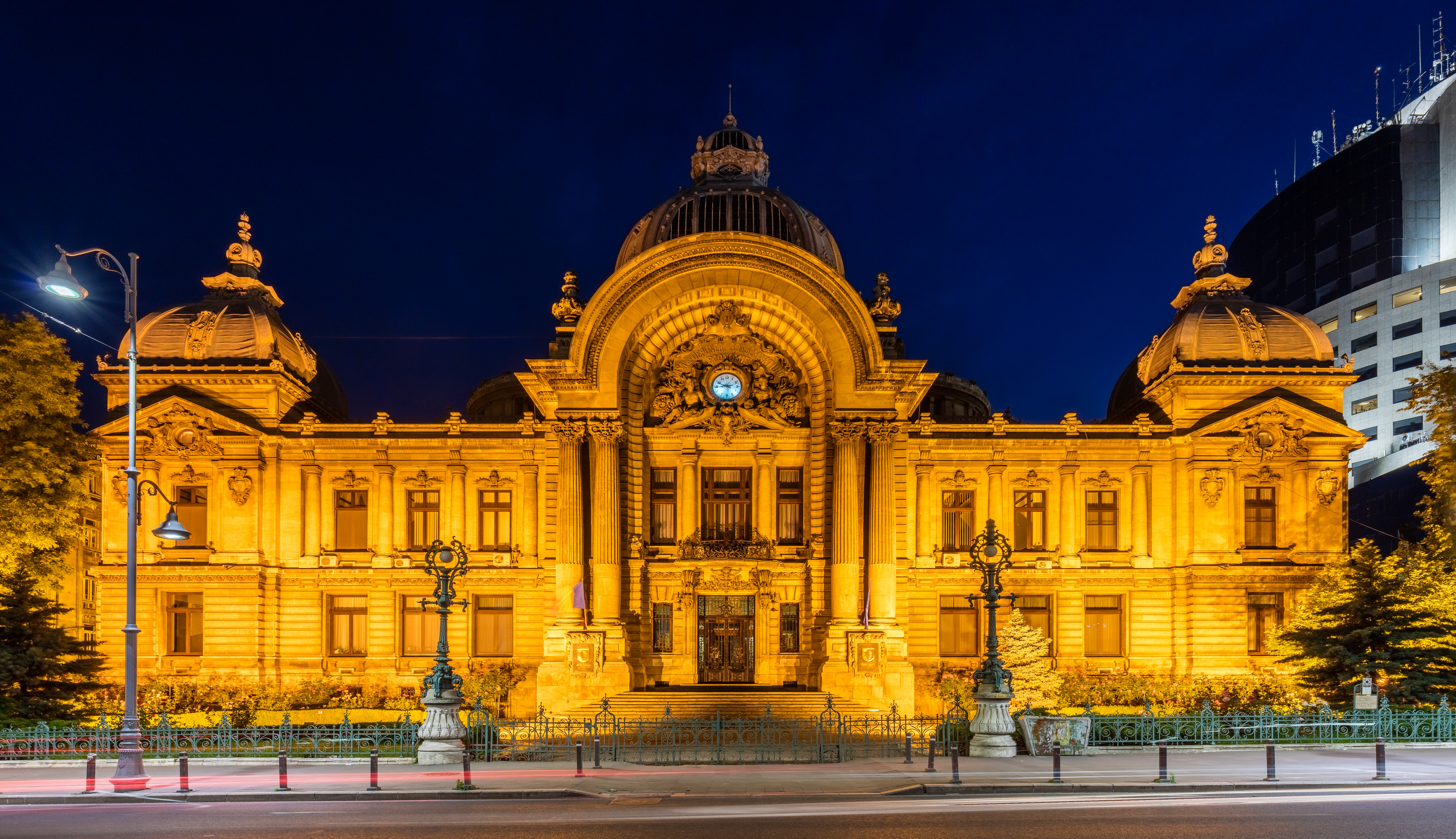
夜景

CEC宮（羅馬尼亞語：Palatul C.E.C.）是位於羅馬尼亞首都布加勒斯特的一座建築，修建於1900年。CEC宮現址在歷史上曾是一處教堂，但在1875年被拆除。CEC宮於1897年6月8日開始修建，建設當時是一座銀行總部。CEC宮是一座折衷主義建築。雖然現在CEC宮已經被CEC銀行出售給布加勒斯特市政府，但CEC銀行仍然使用CEC宮作為辦公場所。

## 外部連結
- Map of Historical Monuments in Bucharest（页面存档备份，存于）